# Niels Jensen
Niels Elis Viktor Jensen (Faaborg, 8 maggio 1964) è un cantante e attore danese naturalizzato svedese.

## Biografia
Rum (1983), primo album in studio dell'artista, ha esordito alla 50ª posizione della Sverigetopplistan. Vildkatt (1983), disco successivo, ha fatto l'ingresso in classifica al 23º posto.

## Discografia

### Album in studio
- 1983 – Rum
- 1983 – Vildkatt
- 1984 – The Great Sightseeing Tour
- 1985 – Celluloid
- 2005 – All min kärlek

### Raccolte
- 2003 – Kompost

### Singoli
- 1979 – Mobbingbarn/De e morron igen
- 1982 – Vintervind
- 1983 – Satellit
- 1983 – Inom mej
- 1983 – Mobbingbarn
- 1984 – Montag Goes Too Far
- 1985 – Container Love
- 1985 – Dom heliga dom farliga
- 1985 – Hon säger ingenting
- 1986 – Kungarna krigar
- 1993 – Party on My Own
- 2002 – En gång till

## Filmografia
- Sova räv, regia di Gun Jönsson (1982)
- P&B, regia di Hans Alfredson (1983)
- G – som i gemenskap, regia di Staffan Hildebrand (1983)
- Mannen från Mallorca, regia di Bo Widerberg (1984)
- Tänk (2004)
- Van Veeteren – Münsters fall, regia di Rickard Petrelius (2005)
- Sök, regia di Maria von Heland (2006)
- Lite som du, regia di Cilla Jackert e Erik Ahrnbom (2007)